# Hrabstwo Luzerne

Piramida wieku hrabstwa

Hrabstwo Luzerne (ang. Luzerne County) – jednostka administracyjna w amerykańskim stanie Pensylwania, położone w regionie bogatym w złoża antracytu, zwanym „The Coal Region” (węglowe zagłębie). W 2000 roku populacja hrabstwa wynosiła 319 250 osób. Siedzibą władz hrabstwa jest miasto Wilkes-Barre.
Jednostka administracyjna została stworzona 25 września 1786 roku z części hrabstwa Northumberland. Powierzchnia hrabstwa wynosi 2349 km² (907 mil²). Graniczy z następującymi hrabstwami:
- Wyoming (północ)
- Lackawanna (północny wschód)
- Monroe (wschód)
- Carbon (południowy wschód)
- Schuylkill (południe)
- Columbia (północny zachód)

96,63% ludności jest biała, 1,69% czarna, 0,09% to rdzenni Amerykanie, 0,58% Azjaci, 0,01% ludności pochodzi z wysp pacyficznych, 0,43% jest innych ras, 0,57% to ludność mieszana rasowo. W hrabstwie Luzerne żyje 1,16% Latynosów. Hrabstwo ma 130 687 gospodarstw domowych. 16% ludności ma powyżej 65 roku życia.
Hrabstwo Luzerne jest jedynym w Stanach Zjednoczonych z ludnością pochodzenia polskiego jako największą grupą etniczną. Amerykanie pochodzenia polskiego stanowią 22,2%, pochodzenia włoskiego 15,6%, irlandzkiego 13,8%, niemieckiego 12,1% i słowackiego 5,3% ludności według spisu z 2000 roku. Większość mieszkańców Pensylwanii deklaruje pochodzenie niemieckie, w tym część posługuje się językiem pensylwańskim.

## Miasta i gminy

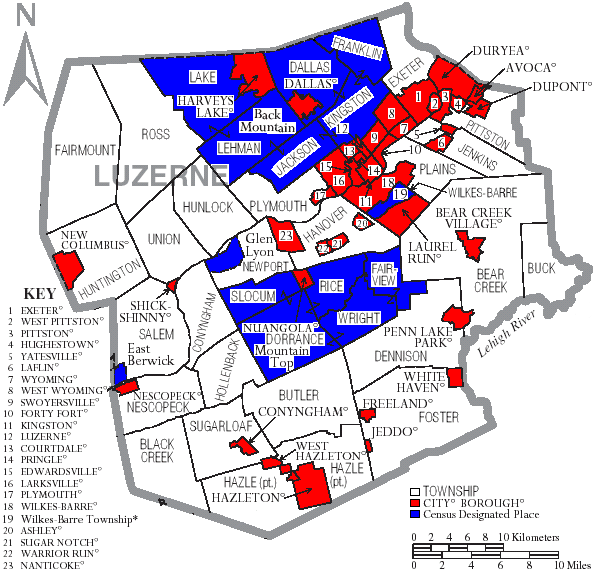
hrabstwo Luzerne

### Miasta (cities)
| - Hazleton - Nanticoke | - Pittston - Wilkes-Barre |

### Gminy miejskie hrabstwa (boroughs)
| - Ashley - Avoca - Bear Creek Village - Conyngham - Courtdale - Dallas - Dupont - Duryea - Edwardsville - Exeter - Forty Fort - Freeland | - Harveys Lake - Hughestown - Jeddo - Kingston - Laflin - Larksville - Laurel Run - Luzerne - Nescopeck - New Columbus - Nuangola - Penn Lake Park | - Plymouth - Pringle - Shickshinny - Sugar Notch - Swoyersville - Warrior Run - West Hazleton - West Pittston - West Wyoming - White Haven - Wyoming - Yatesville |

### Gminy hrabstwa (townships)
| - Bear Creek Township - Black Creek Township - Buck Township - Butler Township - Conyngham Township - Dallas Township - Dennison Township - Dorrance Township - Exeter Township - Fairmount Township - Fairview Township - Foster Township | - Franklin Township - Hanover Township - Hazle Township - Hollenback Township - Hunlock Township - Huntington Township - Jackson Township - Jenkins Township - Kingston Township - Lake Township - Lehman Township - Nescopeck Township | - Newport Township - Pittston Township - Plains Township - Plymouth Township - Rice Township - Ross Township - Salem Township - Slocum Township - Sugarloaf Township - Union Township - Wilkes-Barre Township - Wright Township |

### Nieoficjalne jednostki terenowe
Nieoficjalne jednostki terenowe hrabstwa wyznaczone przez United States Census Bureau i brane pod uwagę w sporządzanych przez nie statystykach:
- Back Mountain
- East Berwick
- Glen Lyon
- Mountain Top

## Edukacja

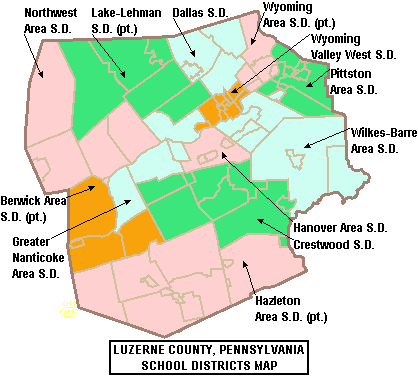
Dystrykty szkole hrabstwa Luzerne

Publiczne okręgi szkolne w hrabstwie:
- Berwick Area School District (także w Columbia County)
- Crestwood School District
- Dallas School District
- Greater Nanticoke Area School District
- Hanover Area School District
- Hazleton Area School District (także w Carbon County i Schuylkill County)
- Lake-Lehman School District (także w Wyoming County)
- Northwest Area School District
- Pittston Area School District
- Wilkes-Barre Area School District
- Wyoming Area School District (także w Wyoming County)
- Wyoming Valley West School District